# Lee Carsley
Lee Kevin Carsley (* 28. Februar 1974 in Birmingham, England) ist ein ehemaliger irischer Fußballspieler. Er wurde zumeist im defensiven Mittelfeld eingesetzt und war vor allem als Spieler in der Premier League von Derby County und des FC Everton bekannt. Dazu absolvierte er 39 Länderspiele für die irische A-Nationalmannschaft und nahm 2002 an der WM-Endrunde 2002 in Japan und Südkorea teil.

## Sportlicher Werdegang

### Vereinskarriere

#### Derby County
Der in England geborene Ire begann seine Karriere bei Derby County. Dort unterzeichnete er im Juli 1992 den ersten Profivertrag, musste aber auf seinen Pflichtspieleinsatz mehr als zwei Jahre warten. Fünf Tage nach seinem Debüt im englisch-italienischen Pokal gegen den AC Cesena (6:1) am 6. September 1994 absolvierte er gegen Swindon Town (1:1) sein erstes Zweitligaspiel. Zwei weitere Tage später schoss Carsley, der als Mittelfeldspieler auch in der Abwehr eingesetzt werden konnte, gegen Bristol City (2:0) sein erstes Tor. Er absolvierte innerhalb kurzer Zeit 28 Partien und spielte sich in den Kreis der irischen U21-Auswahl, bevor die Saison für ihn Ende Februar 1995 nach einer Bänderverletzung vorzeitig endete. In der folgenden Saison 1995/96 kehrte Carsley zurück, eroberte sich in der Folgezeit einen Stammplatz und war mit seinen beständig guten Leistungen ein Schlüsselfaktor auf dem Weg zum Gewinn der Zweitliga-Vizemeisterschaft, die den „Rams“ den Aufstieg in die Premier League bescherte. In den folgenden drei Jahren gehörte er im Zentrum des Spiels von Derby County zu einer Mannschaft, die sich mit soliden Mittelfeldplätzen in der obersten englischen Spielklasse etablierte. Häufig wurden Vergleiche mit dem englischen Nationalspieler David Batty gezogen und wie dieser kontrollierte er bevorzugt den Platz vor den eigenen Innenverteidigern. Gelegentlich führte er die „Rams“ als Ersatzkapitän an und sein Wechsel im März 1999 zu den Blackburn Rovers für knapp 3,4 Millionen Pfund kam überraschend.

#### Blackburn & Coventry
Der Ex-Meister von 1995 war in der unteren Tabellenhälfte der Premier League angekommen und obwohl sich Carsley in den letzten acht Spielen gut einfügte, konnte er den Abstieg in die Zweitklassigkeit auch nicht mehr verhindern. Blackburns Interimstrainer Tony Parkes machte Carsley anschließend zum Kapitän und in der Saison 1999/2000 schaltete dieser sich häufiger in Offensivaktionen ein. Obwohl er gut zweieinhalb Monate ab Ende Januar 2000 aufgrund eines Bruchs im Fuß pausieren musste, gelangen ihm zehn Ligatreffer, wobei diesbezüglich die Beförderung zum Elfmeterschützen bis zu seinem verschossenen Strafstoß gegen die Wolverhampton Wanderers förderlich war. Anschließend fiel er jedoch in Ungnade bei dem neuen Cheftrainer Graeme Souness und er bat in der Folge um die Freigabe für einen Vereinswechsel. Dessen ungeachtet blieb er noch bis Dezember 2000 bei den „Rovers“, bevor er sich in Richtung Coventry City zurück in die Premier League verabschiedete. Coventry kämpfte in der Saison 2000/01 um den Klassenerhalt und Carsley diente als Ersatz für Carlton Palmer im Mittelfeldzentrum und vertrat später als Mannschaftskapitän die abwesenden Mustapha Hadji und Paul Williams. Nach einer gewissen Eingewöhnungszeit gestalteten sich seine Darbietungen auch zur Zufriedenheit, aber wie zwei Jahre zuvor in Blackburn stand am Ende der Abstieg aus der Premier League zu Buche. Er absolvierte 26 weitere Zweitligapartien für Coventry, bevor er im Februar 2002 ein weiteres Mal in die Premier League wechselte und beim FC Everton anheuerte.

#### FC Everton
In den verbliebenen Partien der Saison 2001/02 verhalf er den „Toffees“ im Zentrum oder auf der rechten Seite des Mittelfelds zum knappen Klassenerhalt. In der folgenden Spielzeit 2002/03, in der sich Everton unter Trainer David Moyes signifikant auf den siebten Rang verbesserte, kam Carsley zumeist auf der rechten Außenposition zum Zuge und schoss jeweils ein Tor zu den Siegen gegen West Ham United (1:0) und den Ex-Klub aus Blackburn (2:1). Aufgrund von Knieproblemen fand Carsley nur schleppend in die neue Saison 2003/04, zeigte dann in der zweiten Jahreshälfte 2003 wieder gute Leistungen und besorgte beim 2:1 gegen Leicester City einen weiteren Treffer zu einem Sieg. Das wohl erfolgreichste Jahr ins Carsleys Karriere war die Spielzeit 2004/05. Er bildete mit dem Dänen Thomas Gravesen, der später dann zu Real Madrid wechselte, ein stabiles Mittelfeld, das ein wichtiger Faktor auf dem Weg zur Champions-League-Qualifikation war. Dabei half ihm auch, dass er sich zu diesem Zeitpunkt aus der irischen Nationalmannschaft zurückgezogen hatte und sich vollständig auf den Vereinsfußball konzentrierte. Ein persönliches Highlight war dazu sein 1:0-Siegtreffer gegen den Lokalrivalen FC Liverpool. Eine Verletzung aus dem letzten Saisonspiel gegen die Bolton Wanderers und eine weitere Blessur in der Saisonvorbereitung hatten jedoch zur Folge, dass er in der Spielzeit 2005/06 erst ab Februar 2006 zum Einsatz kam und danach auch nur eine Handvoll Partien absolvierte. Dennoch verlängerte er seinen Vertrag noch einmal um ein Jahr und in der anschließenden Saison 2006/07 stand er in allen 38 Premier-League-Partien wieder in der Startformation. Dazu zeigte er sich wieder gegen Liverpool formstark und war beim 3:0-Sieg an allen Toren beteiligt – dazu war er „Man of the Match“ im März beim 1:0 gegen Arsenal. Er verlängerte den Kontrakt noch einmal um ein Jahr und in seinem letzten Jahr für Everton war er weiterhin Stammspieler in einer Mannschaft, die in der Saison 2007/08 ein weiteres Mal überraschend gut auf dem fünften Abschlusstabellenplatz abschloss.

#### Birmingham & Coventry
Ab Beginn der Saison 2008/09 spielte Carsley für Birmingham City. Bei dem damaligen Zweitligisten nahm er direkt eine wichtige Rolle ein, diente der Mannschaft zeitweise als Kapitän, wurde von seinen Mannschaftskameraden zum besten Spieler gewählt und stieg als Zweiter in die Premier League auf. Im zweiten Jahr stand er verletzungsbedingt nur noch in drei Erstligaspielen in der Startelf, davon das letzte im Oktober 2009 gegen Arsenal (1:3).
Im Jul 2010 wechselte er erneut zu Coventry City und wurde dort von Trainer Aidy Boothroyd zum Mannschaftskapitän ernannt. Dort ließ er bis Mitte 2011 seine aktive Laufbahn ausklingen und schloss sich im Anschluss dem Trainerstab des Vereins als Verantwortlicher der U-18-Auswahl an.

### Irische Nationalmannschaft
Nachdem Carsley im Jahr 1995 einmal für die U21-Auswahl gespielt hatte, war er von 1997 bis 2008 irischer A-Nationalspieler und absolvierte 39 Länderspiele. Sein Debüt fand am 11. Oktober 1997 gegen Rumänien statt und er bestritt beide Play-off-Spiele zur Qualifikation zur WM-Endrunde 1998 in Frankreich, die gegen Belgien insgesamt mit 2:3 Toren verloren gingen. Bei der anschließenden Qualifikationsrunde für die Euro 2000, die erneut nicht von Erfolg gekrönt war, kam er regelmäßig zum Einsatz und bestritt dazu das erste Play-off-Spiel gegen die Türkei (1:1) am 13. November 1999. Nach längeren Pausen und nur vier Einsätzen in insgesamt 20 Monaten (darunter auch nur ein Pflichtspiel) wurde er von Irlands Trainer Mick McCarthy 2002 für die WM-Endrunde in Japan und Südkorea nominiert. Dort kam er jedoch nur im dritten Gruppenspiel gegen Saudi-Arabien (3:0) zu einem Kurzeinsatz per Einwechslung für Mark Kinsella unmittelbar vor Ende der Partie.
Im April 2004 verkündete Carsley seinen Rücktritt aus der irischen Nationalelf, um sich mehr seiner Familie und dem Vereinsfußball beim FC Everton zu widmen. Diese Entscheidung revidierte er im September 2005 und nach seinem Comeback am 11. Oktober 2006 gegen Tschechien war er unter Steve Staunton wieder eine feste Größe. Er bestritt am 6. Februar 2008 sein letztes Länderspiel beim 0:1 gegen Brasilien.

## Trainerkarriere
Nach der Entlassung von Andy Thorn bei Coventry City, das mittlerweile in dritte Liga abgestiegen war, übernahmen Carsley und Thorns ehemaliger Assistent Richard Shaw Ende August 2012 interimistisch gemeinsam die Cheftrainerrolle bis zur Verpflichtung von Mark Robins Mitte September. Ein weiteres Mal half er dem Verein fünf Monate später aus (nun in alleiniger Regie), nachdem Robins Coventry schon wieder verlassen hatte. Im Juli 2013 heuerte Carsley bei Sheffield United an und arbeitete dort unter seinem Ex-Everton-Mitspieler David Weir im Trainerstab. Bereits im Oktober 2013 ging dieses Engagement wieder zu Ende, nachdem Carsley und Weir aufgrund ausbleibender sportlicher Erfolge entlassen worden waren.
Ein Jahr später nahm Carsley ein Angebot des FC Brentford im Westen Londons an, um dort als Trainer des „Entwicklungskaders“ (für Spieler der Reserve- und Akademiemannschaften) zu arbeiten. Als Brentford zu Beginn der Saison 2015/16 in einer krisenhaften Situation war und nach neun Spielen seinen Cheftrainer Marinus Dijkhuizen entließ, wurde Carsley zu seinem Nachfolger auserkoren. Das Engagement gestaltete sich erfolgreich und nach zwei Auftaktniederlagen führte Carsley das Team zu vier Siegen in den folgenden fünf Spielen, wofür er auch im Oktober 2015 als bester Trainer der zweiten Liga ausgezeichnet wurde. Nach einem 1:1 gegen die Bolton Wanderers am 30. November 2015 wurde er schließlich von „Dauerlösung“ Dean Smith abgelöst.
Zuvor hatte Carsley im September 2015 eine Assistentenaufgabe bei der englischen U-19-Nationalmannschaft angenommen und dabei wieder eine Zusammenarbeit mit Boothroyd fortgesetzt. Im Jahr 2016 erweiterte er die Arbeit beim englischen Fußballverband auf Vollzeitbasis und begann mit der Betreuung sämtlicher Altersklassen von U-15 bis U-21.
Nach der Finalniederlage bei der Europameisterschaft 2024 trat Gareth Southgate als Cheftrainer der A-Nationalmannschaft zurück, woraufhin Carsley diese interimsweise übernahm. Er betreute die Mannschaft bei den UEFA-Nations-League-Spielen im September, Oktober und November, ehe Thomas Tuchel ab Januar 2025 neuer Cheftrainer wurde. Anschließend kehrte Carsley zur U21 zurück.

## Titel/Auszeichnungen
- Englands Trainer des Monats (1): Oktober 2015 (2. Liga)